# The Floor Is Made of Lava
The Floor Is Made of Lava er et dansk rockband, der blev dannet i 2006. Bandet blev stiftet af Tobias Kippenberger (vokal/guitar), Simon Visti (bas) og Asbjørn Nørgaard (trommer). I 2010 blev bandet udvidet med Lars Morten “Rock” Amstrup, som hidtil havde spillet guitar til koncerter.

## Baggrund
Bandet forbindes ofte med Esbjerg - hvor tre af medlemmerne gik på Esbjerg Statsskole. Tobias Kippenberger og Lars Morten "Rock" Amstrup er opvokset i Esbjerg, mens Asbjørn Nørgaard er opvokset på Fanø og Simon Visti udenfor Haderslev. Bandet opstod i København, hvor alle fire medlemmer har boet siden 2004. Både Tobias og Lars kom fra bandet Karthage fra Esbjerg.

## Historie

### All Juice No Fruit (2007)
I 2007 debuterede gruppen med albummet All Juice No Fruit, som blev produceret af Troels Abrahamsen (VETO) i Tabu Records studierne. Musikken lænede sig op ad bølgen med post-punk fra England og blev ofte beskrevet som dansabel rock med en flabet levering. Teksterne var inspirerede af amerikansk rap, tv-serier og Eagles Of Death Metal.
Albummet kastede singlerne "Do Your Sister" og "Told Her I'm from Compton" af sig, hvor sidstnævnte var P3s Uundgåelige. Til vinyl-udgaven af albummet blev hver sang remixet af hver sin kunstner – bl.a. 2000F, Carsten Heller, Tomas Barfod, Rune Rask og Troels Abrahamsen. I 2008 blev bandet nomineret til "Talent"-prisen ved P3 Guld.
Bandet måtte aflyse et par koncerter i 2008 da forsangeren Tobias Kippenberger ved en fejltagelse drak et antændt absint shot i stedet for et antændt sambuca shot. Dette førte til en kort indlæggelse på Rigshospitalets brandsårsafdeling.

### Howl at the Moon (2010)
I 2010 udkom deres andet album Howl at the Moon, der er produceret af Sebastian Wolff (Kellermensch). Singlen "All Outta Love" blev P3s Uundgåelige samt fremført i GO' Morgen Danmark i en nedbarberet, halvakustisk version - ligesom singlen "Harder Than You Think" i Det Nye Talkshow - med Anders Lund Madsen. Albummet skaffede bandet fem nomineringer til GAFFA-Prisen 2010, nomineringer til "P3 Hittet" og "Guld"-prisen ved P3 Guld 2011 samt tre nomineringer til Zulu Awards, hvor de vandt prisen "Årets Nye Danske Navn". Howl at the Moon modtog i marts 2012 guld for 10.000 solgte eksemplarer.
I løbet af sommeren 2011 udgav bandet 11 liveoptagelser fra koncerter på bl.a. Nibe Festival, Skive Festival, Kløften Festival og Wonderfestiwall under titlen Summer Downloads.
Musikken var markant anderledes end på debuten, og sammen med indlemmelsen af Lars Morten “Rock” Amstrup som fast del af bandet tog den en drejning mod en mere klassisk rock lyd. Teksterne trak veksler på Bruce Springsteen og Oasis.

### Kids & Drunks (2012)
I 2012 udkom bandets tredje og sidste album Kids & Drunks, der blev søsat med singlen "Lost in the Woods" - bandets tredje P3s Uundgåelige, som også endte med at blive den mest spillede, danske sang på kanalen i 2012. I forbindelse med albummet optrådte bandet bl.a. i Natholdet med både "Lost in the Woods" og "All Outta Love".
Musikken indeholdt flere instrumenter end tidligere, hvor akustisk guitar, klaver og rhodes bl.a. spillede bærende roller. Teksterne trak i en mere eftertænksom retning.

### Record Store Day
Foruden regulære albums udgav bandet også Danmarks første bidrag til Record Store Day, da de i april 2011 udgav Record Store Day EP - udgivelsen indeholder bl.a. liveoptagelser, alternative versioner og deres første demo. Til Record Store Day 2012 udgav bandet en 7" vinyl med cover versioner af hhv. Bruce Springsteen's "I'm Going Down" og Johnny Madsens "Akvariefisk". Året efter udgav de ligeledes en 7" vinyl med en live version af sangen "God Save Henri" samt en cover version af The Stooges' sang "Gimme Danger", som bandet Baby in Vain også medvirker på.

### Live
Bandet har primært spillet koncerter i Danmark, hvor de bl.a. har optrådt på Roskilde Festival, Smukfest, Northside Festival samt som support for Oasis (Forum, København 2009), AC/DC (Parken, København 2009), Nephew og D-A-D. Deres sidste koncert var på Plænen i Tivoli i september 2013.

### Øvrigt
I 2013 medvirkede bandet i Royal Unibrews "TAK ROCK!" kampagne, hvor sangen "Traditional 84" blev brugt i reklamefilmen.

## Diskografi

### Livealbum
- Live At The Moon (2020)

### Studiealbum
- All Juice, No Fruit (2007)
- Howl at the Moon (2010)
- Kids & Drunks (2012)

### Remixalbum
- All Juice, No Fruit Remixed (2008)

### Ep'er
- Record Store Day EP (2011)

### Singler
- Told Her I'm From Compton / Told Her I'm From Compton (Supertroels Rmx) (2006)
- Do Your Sister (2007)
- Told Her I'm From Compton (2007)
- Happy Monday (2008)
- All Outta Love (2010)
- Leave Me Now (Leave Me Tomorrow) (2010)
- Bonehead's Bank Holiday [Oasis Cover] (2010)
- Harder Than You Think (2010)
- Record Store Day 2012 (2012)
- Lost in the Woods (2012)
- Place in the Sun (2012)
- On the Ropes (Out of Line) (2012)
- Record Store Day 2013 (2013)

### B-sider
- Boys Love Girls Love Boys... (2010)